# جون بي. هندرسون
جون بي. هندرسون (بالإنجليزية: John B. Henderson)‏ هو محامي وسياسي أمريكي، ولد في 16 نوفمبر 1826 في دانفيل في الولايات المتحدة، وتوفي في 12 أبريل 1913 في واشنطن العاصمة في الولايات المتحدة. حزبياً، نشط في الحزب الديمقراطي والحزب الجمهوري. وقد انتخب عضو مجلس نواب ولاية ميسوري وانتخب عضو مجلس الشيوخ الأمريكي.